# Sjömansjul på Hawaii

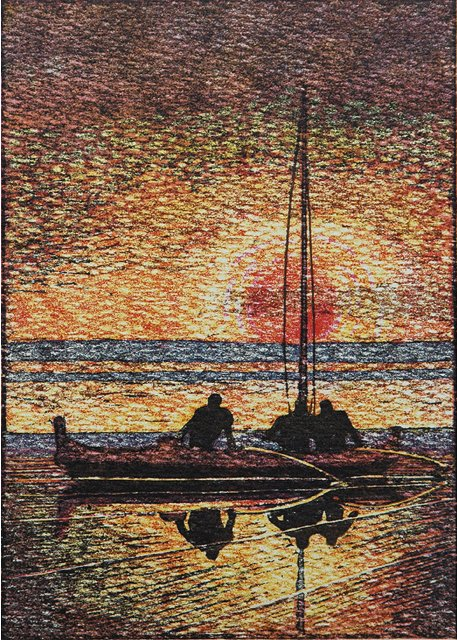
Hawaii i juletider

Sjömansjul på Hawaii, även känd som "Jag en ensam sjöman är" eller "Det är julkväll på Hawaii", är en julsång, med text av Helge Roundquist (under signaturen "Miguel Torres") och musik av Yngve Stoor. Sångtexten skildrar hur en svensk sjöman som befinner sig på Hawaii längtar hem till Sverige när det är jul och sjömännen firar jul ombord på båten, som de lagt till vid en kaj medan solen skiner.
Sången spelades in av Yngve Stoor och var en av 1945 års populäraste sånger i Sverige, fastän den bara var en julsång och därmed anpassad för en begränsad del av året.

## Coverversioner
- Sven-Ingvars (1965)[1]
- Trio Me' Bumba (1973)[2]
- Lalla Hansson (1979)[3]
- Hasse Andersson (1986)[4]
- Lars Vegas trio (1992)[5]
- Christer Sjögren (1994)[6]
- Gösta Linderholm & the Trad Brothers (1994, misslyckades den 14 december 2002 att ta sig in på Svensktoppen[7])
- Black-Ingvars (1995)[8]
- The Keffat Liv (2016)[9]